# San Isidro, Huatusco
San Isidro är en ort i Mexiko.   Den ligger i kommunen Huatusco och delstaten Veracruz, i den sydöstra delen av landet, 240 km öster om huvudstaden Mexico City. San Isidro ligger 966 meter över havet och antalet invånare är 104.
Terrängen runt San Isidro är huvudsakligen kuperad, men söderut är den bergig. Terrängen runt San Isidro sluttar österut. Runt San Isidro är det ganska tätbefolkat, med 139 invånare per kvadratkilometer. Närmaste större samhälle är Huatusco de Chicuellar, 10,9 km väster om San Isidro. I omgivningarna runt San Isidro växer i huvudsak städsegrön lövskog.